# Nesomia
Nesomia là một chi thực vật có hoa trong họ Cúc (Asteraceae).

## Loài
Chi Nesomia gồm các loài: